# Frank Straass
Hans Herbert Baumann, Pseudonym: Frank Straass (* 16. Dezember 1924 in Emmendingen; † 28. September 2009 in Hamburg), war ein deutscher Journalist, Schriftsteller, Schauspieler, Hörspiel- und Synchronsprecher.

## Ausbildung
Straass absolvierte eine Ausbildung zum Außenhandelskaufmann. Anschließend nahm er Schauspielunterricht in Villingen und Mannheim. Zunächst arbeitete er jedoch als Funker bei der Kriegsmarine sowie ab 1948 beim Minenräumdienst.

## Theater
Noch im selben Jahr trat er auch als Schauspieler am Theater der Jugend der Südwest Badischen Volksbühne Mannheim auf. In den Folgejahren spielte Straass an verschiedenen Bühnen wie dem theater 53 in Hamburg, dem Hamburger Künstlertheater, sowie am Theater im Zimmer. Von 1963 bis 1971 war er Ensemblemitglied im Deutschen Schauspielhaus, in der nachfolgenden Saison an der Hamburger Staatsoper. Theatergastspiele führten Straass unter anderem an das Neue Theater der Jugend in Mannheim, an das Stadttheater Lüneburg, an die Landesbühne Schleswig-Holstein, ans Schauspiel Cuxhaven, an das Nordmark-Landestheater Schleswig sowie an das Theater am Niederrhein in Cleve. Straass gehörte viele Jahre zum festen Ensemble des Altonaer Theater in Hamburg, in dem er in vielen Rollen als Schauspieler und auch als Regisseur arbeitete.

## Film und Fernsehen
Neben seiner Bühnentätigkeit übernahm Straass auch immer häufiger Rollen in Film- und Fernsehproduktionen. Er spielte in Kriminalfilmen wie den Edgar-Wallace-Adaptionen Das Rätsel der roten Orchidee und Das Gasthaus an der Themse sowie den Jerry-Cotton-Thrillern Schüsse aus dem Geigenkasten und Der Mörderclub von Brooklyn, Fernsehspielen wie Egon Monks Ein Tag – Bericht aus einem deutschen Konzentrationslager 1939 und Wolfgang Staudtes Der Fall Kapitän Behrens, aber auch in verschiedenen skandinavischen Produktionen wie dem norwegisch-schwedischen Krimimehrteiler Röd snö. Daneben übernahm er zahlreiche Gastrollen in Fernsehserien und -reihen wie Tatort, Stahlnetz, Hamburg Transit, Percy Stuart, Polizeifunk ruft, Cliff Dexter, Hafenpolizei und Ein Fall für TKKG.

## Hörspiel und Synchron
Zudem arbeitete Straass umfangreich als Sprecher für Hörspiel und Synchronisation. Er sprach zahlreiche Rollen in Kinder- und Jugendproduktionen bekannter Label wie EUROPA, maritim und Karussell. Als Synchronsprecher lieh er seine Stimme unter anderem Ed Asner sowie Ford Rainey in dessen wiederkehrender Rolle in der Sitcom King of Queens.

## Schriftsteller
Darüber hinaus arbeitete Straass als Journalist und Schriftsteller. Er schrieb Artikel für Tageszeitungen, Hörspiele für den NDR, Theaterstücke und Romane, die er teils unter den Pseudonymen „John Landeck“, „J.E. Wells“ und „Frank Straass“, teils auch unter seinem bürgerlichen Namen Hans-Herbert Baumann veröffentlichte.

## Werke (Auswahl)
- 1955: Vorhang auf für Jutta
- 1957: Symphonie einer Liebe, Erika-Roman Nr. 417
- 1968: Im Lande der lebenden Toten

### Hörspiel
1970 produzierte der NDR sein Mundart-Hörspiel Dat Wunnermittel. Unter der Regie von Hans Tügel sprachen damals:
- Jochen Schenck:	Hein Clasen, Seemann
- Christa Wehling:	Silke, seine Frau
- Hilde Sicks:	Emma, seine Schwiegermutter
- Otto Lüthje:	Ede Meier, Emmas Hausfreund
- Werner Riepel:	Ja, Seemann
- Rolf Bohnsack:	Paddl, Seemann

Die Abspieldauer dieses noch erhaltenen Hörspiels beträgt 53’40 Minuten.

## Filmografie (Auswahl)
- 1961: Stahlnetz: In der Nacht zum Dienstag ...
- 1962: Das Rätsel der roten Orchidee
- 1962: Das Gasthaus an der Themse
- 1962: Stahlnetz: In jeder Stadt …
- 1962: Stahlnetz: Spur 211
- 1963: Hafenpolizei – Der chinesische Koch
- 1964: Stahlnetz: Rehe
- 1965: Schüsse aus dem Geigenkasten
- 1965: Ein Tag – Bericht aus einem deutschen Konzentrationslager 1939
- 1966: Der Fall Kapitän Behrens – Fremdenlegionäre an Bord
- 1966: Intercontinental Express: Die goldene Gitarre
- 1966: Das Millionending (Fernseh-Zweiteiler)
- 1967: Der Mörderclub von Brooklyn
- 1967: Ein Fall für Titus Bunge – Bobby ist los
- 1968: Ein Sarg für Mr. Holloway
- 1968: Das Ferienschiff (Fernsehserie, drei Folgen)
- 1968: Polizeifunk ruft – Auf eigene Rechnung
- 1969: Das Wunder von Lengede
- 1969: Kim Philby war der dritte Mann
- 1969: Polizeifunk ruft – Der Modellfall
- 1970: Auftrag: Mord!
- 1971: Hamburg Transit – 35 Minuten Verspätung
- 1971: Tatort – Der Richter in Weiss
- 1971: Flucht – Der Fall Münzenberg
- 1971: Annemarie Lesser
- 1972: Tatort – Rechnen Sie mit dem Schlimmsten
- 1973: Nerze nachts am Straßenrand
- 1974: Der Hellseher
- 1975: Comenius
- 1976: Feinde
- 1979: St. Pauli-Landungsbrücken (Fernsehserie, eine Folge)
- 1980: Grenzfälle
- 1982. Norwegische Komedie „Fleksnes“ „Höyt henger vi“ -Deutscher Tourist
- 1983: Geheimsender 1212
- 1984: Auf einem langen Weg
- 1985: Röd snö
- 1989: Tatort – Schmutzarbeit
- 1990: Tage der Angst
- 1991: Zwei Münchner in Hamburg – Ausgemustert
- 1995: Evelyn Hamanns Geschichten aus dem Leben – Im Schleudergang
- 1998: Heimatgeschichten – Zwei süße Früchtchen

## Hörspiele (Auswahl)
- 1965: Der Drachentöter – Regie: Hans Bernd Müller (NDR/SWF)
- 1965: Das Geisterschiff in der Dagger Bucht – Regie: Otto Kurth (NDR)
- 1966: Geheimnis um einen nächtlichen Brand, Karussell
- 1966: Geheimnis um eine verschwundene Halskette, Karussell
- 1979: Die Schwarze Sieben übertrifft sich selbst, Karussell
- 1979: Schwarze Sieben (6): Hoch die Schwarze Sieben, Karussell
- 1981: Detektiv Kolumbus & Sohn (8): Bei Rufmord gibt es viele Zeugen, maritim
- 1983: Edgar Wallace und der Fall Nightelmoore: Nur sieben Stufen bis zur Gruft, Karussell
- 1984: Tim & Struppi (9): Kohle an Bord, Ariola
- 1984: Tim & Struppi (10): Tim und die Picaros, Ariola
- 1986: Tim & Struppi (13): Die Zigarren des Pharao, Ariola
- 1986: Tim & Struppi (14): Der blaue Lotos, Ariola
- 1987: Tim & Struppi (20): Die schwarze Insel, Ariola
- 1987: Scotland Yard (16): Das Selbstbedienungsgift, Karussell
- 1988: Heimlich & Co. (2): Gefährliche Fotos, Karussell
- 1989: Der kleine Vampir auf dem Bauernhof, Europa
- 2000: Die Knickerbocker-Bande (12): Der Geisterreiter, Ravensburger
- 2003: Das Sternentor (3): Der verbotene Stern, maritim
- 2003: Die schwarze Serie 4: Der Magnetiseur, maritim
- 2004: Sherlock Holmes (1): Das Haus bei den Blutbuchen, maritim
- 2004: Sherlock Holmes (2): Der blaue Karfunkel, maritim